# Leichtathletik-Länderkampf der Frauen 1939 Deutschland – Italien
| 8. Leichtathletik-Länderkampf mit deutscher Beteiligung 1939 | 8. Leichtathletik-Länderkampf mit deutscher Beteiligung 1939 |               |
| ------------------------------------------------------------ | ------------------------------------------------------------ | ------------- |
|                                                              |                                                              |               |
| Ländervergleich der Frauen: Deutschland – Italien            |                                                              |               |
| Austragungsort                                               | Dresden                                                      |               |
| Wettbewerbe                                                  | 9                                                            |               |
| Datum                                                        | 13. August 1939                                              |               |
| 1. GER 2. ITA                                                | 56 Punkte 28 Punkte                                          |               |
| Chronik                                                      |                                                              |               |
| ← GER-NLD (F)                                                | GER-ENG (M) →                                                | GER-ENG (M) → |

Im achten Vergleich des Länderkampfjahres 1939 traten die deutschen Frauen eine Woche nach ihrer Begegnung mit den Niederlanden gegen Italien an. Am 13. August trafen sie in Dresden zum ersten Mal auf diesen Gegner. Es war der zweite und letzte Frauenländerkampf der Saison 1939.

## Wettbewerbe und Modus
Auch in diesem Aufeinandertreffen wurde das komplette damalige Programm in der Frauen-Leichtathletik abgesehen vom Mehrkampf ausgetragen. Erst in den 1950er Jahren gab es einige wenige Veranstaltungen, in denen darüber hinausgehend eine Mittelstrecke oder ein Fünfkampf angeboten wurde. Die Einzeldisziplinen wurden nicht nach dem später standardisierten System gewertet. Stattdessen erhielt die Siegerin eines Wettbewerbs vier statt fünf Punkte. Die Punkteverteilung in der Staffel lautete drei zu eins.

## Ergebnis
Wie eine Woche zuvor im Vergleich mit den Niederländerinnen dominierten Deutschlands Leichtathletinnen die Begegnung deutlich. Einzig das Rennen über 80 Meter Hürden konnten die Italienerinnen für sich entscheiden. Deutschlands Sportlerinnen besiegten ihre Konkurrentinnen am Ende klar mit 56 zu 28 Punkten.

## Resultate

### 100 m
| Platz | Athletin        | Land | Zeit (s) |
| ----- | --------------- | ---- | -------- |
| 1     | Ida Kühnel      | GER  | 12,0     |
| 2     | Claudia Testoni | ITA  | 12,2     |
| 3     | Gretel Eckardt  | GER  | 12,3     |
| 4     | Italia Lucchini | ITA  | 12,7     |

### 200 m
| Platz | Athletin         | Land | Zeit (s) |
| ----- | ---------------- | ---- | -------- |
| 1     | Grete Winkels    | GER  | 23,9     |
| 2     | Dorle Voigt      | GER  | 24,0     |
| 3     | Rosetta Cattaneo | ITA  | 24,9     |
| 4     | Atzori           | ITA  | 25,0     |

Anmerkung:
Es wurden nur 190 m gelaufen.

### 80 m Hürden
| Platz | Athletin         | Land | Zeit (s) |
| ----- | ---------------- | ---- | -------- |
| 1     | Claudia Testoni  | ITA  | 11,3     |
| 2     | Anny Spitzweg    | GER  | 11,5     |
| 3     | Siegfriede Dempe | GER  | 11,7     |
| 4     | Ondina Valla     | ITA  | 11,7     |

### 4 × 100 m Staffel
| Platz | Besetzung          | Land                                                          | Zeit (s) |
| ----- | ------------------ | ------------------------------------------------------------- | -------- |
| 1     | Deutsches Reich    | Grete Winkels Ida Kühnel Emmy Albus Gretel Eckardt            | 47,3     |
| 2     | Königreich Italien | Rosetta Cattaneo Maria Alfero Italia Lucchini Claudia Testoni | 48,7     |

### Hochsprung
| Platz | Athletin            | Land | Höhe (m) |
| ----- | ------------------- | ---- | -------- |
| 1     | Feodora zu Solms    | GER  | 1,60     |
| 2     | Hilde Gerschler     | GER  | 1,53     |
| 3     | Marcella Sannazzari | ITA  | 1,45     |
| 4     | Gina Spaggiari      | ITA  | 1,40     |

### Weitsprung
| Platz | Athletin         | Land | Weite (m) |
| ----- | ---------------- | ---- | --------- |
| 1     | Edeltraut Boeck  | GER  | 5,78      |
| 2     | Christel Schulz  | GER  | 5,65      |
| 3     | Amelia Piccinini | ITA  | 5,41      |
| 4     | Benzi            | ITA  | 5,03      |

### Kugelstoßen
| Platz | Athletin           | Land | Weite (m) |
| ----- | ------------------ | ---- | --------- |
| 1     | Hermine Schröder   | GER  | 12,95     |
| 2     | Wiltrud Mauermayer | GER  | 12,77     |
| 3     | Amelia Piccinini   | ITA  | 11,46     |
| 4     | Giorgina Crossi    | ITA  | 11,44     |

### Diskuswurf
| Platz | Athletin          | Land | Weite (m) |
| ----- | ----------------- | ---- | --------- |
| 1     | Gisela Mauermayer | GER  | 48,04     |
| 2     | Hilde Sommer      | GER  | 40,13     |
| 3     | Edera Cordiale    | ITA  | 38,58     |
| 4     | Gabre Gabric      | ITA  | 37,95     |

### Speerwurf
| Platz | Athletin      | Land | Weite (m) |
| ----- | ------------- | ---- | --------- |
| 1     | Luise Krüger  | GER  | 46,27     |
| 2     | Lisa Gelius   | GER  | 44,13     |
| 3     | Etta Ballaben | ITA  | 39,24     |
| 4     | Comin         | ITA  | 33,54     |